# Паунчева къща
Паунчевата къща (на македонска литературна норма: Куќа на Паунковци) е къща в град Охрид, Република Македония. Сградата е обявена за значимо културно наследство на Република Македония.

## Архитектура
Къщата е разположена на улица „7-ми ноември“ № 29 и 31. Изградена е в 1930 година по проект на инженер Георги Гюрчинов. Представлява братска къща със сутерен, приземие и мансарда над входния трем. Сградата има подчертана обработена югоизточна фасада и представя смесица от архитектурни стилове. Има барокови елементи – полукръглият тимпанон с гипсова розета над два сводести отвора, формиращи ложа с ограда от балюстради, атик с декоративни малки вути. Прозорците са големи и правоъгълни с пиластри и други декоративни елементи. Сутеренът е от дялан камък.